# Morti nel 1091
| Questa pagina contiene informazioni ricavate automaticamente dalle voci biografiche con l'ausilio del template Bio e di un bot. L'aggiornamento è periodico e automatico e ricostruisce completamente la pagina. Se manca una persona in questa lista, sei pregato di non aggiungerla, ma accertati piuttosto che la sua voce biografica contenga il template Bio e che i dati anagrafici siano correttamente compilati. Se il template Bio manca, inseriscilo tu stesso o, in alternativa, metti l'avviso {{tmp\|Bio}} che ne segnala la mancanza. Se i dati riportati sono sbagliati, correggi direttamente la voce biografica; le modifiche saranno visibili in questa lista entro pochi giorni. Per chiarimenti vedi il progetto biografie. La lista contiene solo le 9 persone che sono citate nell'enciclopedia e per le quali è stato implementato correttamente il template Bio. Pagina aggiornata al 19 ott 2024. |

- 26 marzo - Wallada bint al-Mustakfi, poetessa araba
- 5 aprile - Giordano I di Capua, cavaliere medievale normanno
- 17 giugno - Teodorico V d'Olanda, conte
- 29 giugno - Federico di Montbéliard, nobile italiano
- 5 luglio - Guglielmo di Hirsau, religioso tedesco
- 8 agosto - Altmann di Passavia, vescovo e santo tedesco
- 19 dicembre - Adelaide di Susa, sovrana italiana (n. 1016)
- Artuq ibn Aksab, condottiero turco
- Bosone III de La Marche, conte